# Humán 20-as kromoszóma
A 20-as kromoszóma egy a 24-féle humán kromoszóma közül. Egyike a 22 autoszómának.

## A 20-as kromoszóma jellegzetességei
- Bázispárok száma: 62 435 964
- Gének száma: 631
- Ismert funkciójú gének száma: 592
- Pszeudogének száma: 180
- SNP-k (single nucleotide polymorphism = egyszerű nukleotid polimorfizmus) száma: 269 648

## A 20-as kromoszómához kapcsolódó betegségek
Az O.M.I.M rövidítés az Online Mendelian Inheritance in Man, azaz Mendeli öröklődés emberben adatbázis oldalt jelöli, ahol további információ található az adott betegségről, génről.

| Patológia              | Öröklődés | O.M.I.M | Lokusz      | Gén  | A gén által kódolt fehérje |
| ---------------------- | --------- | ------- | ----------- | ---- | -------------------------- |
| Alagille-szindróma     |           |         |             |      |                            |
| Bardet-Biedl-szindróma |           |         |             |      |                            |
| Hirschsprung betegség  |           |         | q13.2-q13.3 | EDN3 |                            |
|                        |           |         |             |      |                            |
|                        |           |         |             |      |                            |
|                        |           |         |             |      |                            |
|                        |           |         |             |      |                            |
|                        |           |         |             |      |                            |
|                        |           |         |             |      |                            |
|                        |           |         |             |      |                            |
|                        |           |         |             |      |                            |
|                        |           |         |             |      |                            |
|                        |           |         |             |      |                            |
|                        |           |         |             |      |                            |
|                        |           |         |             |      |                            |
|                        |           |         |             |      |                            |

## Lásd még
- Kromoszóma
- Genetikai betegség
- Genetikai betegségek listája